# Genista microcephala
Genista microcephala är en ärtväxtart som beskrevs av Ernest Saint-Charles Cosson och Michel Charles Durieu de Maisonneuve. Genista microcephala ingår i släktet ginster, och familjen ärtväxter. Inga underarter finns listade i Catalogue of Life.